# 黑呂奇訥河
46°38′02″N 7°53′54″E / 46.63389°N 7.89845°E

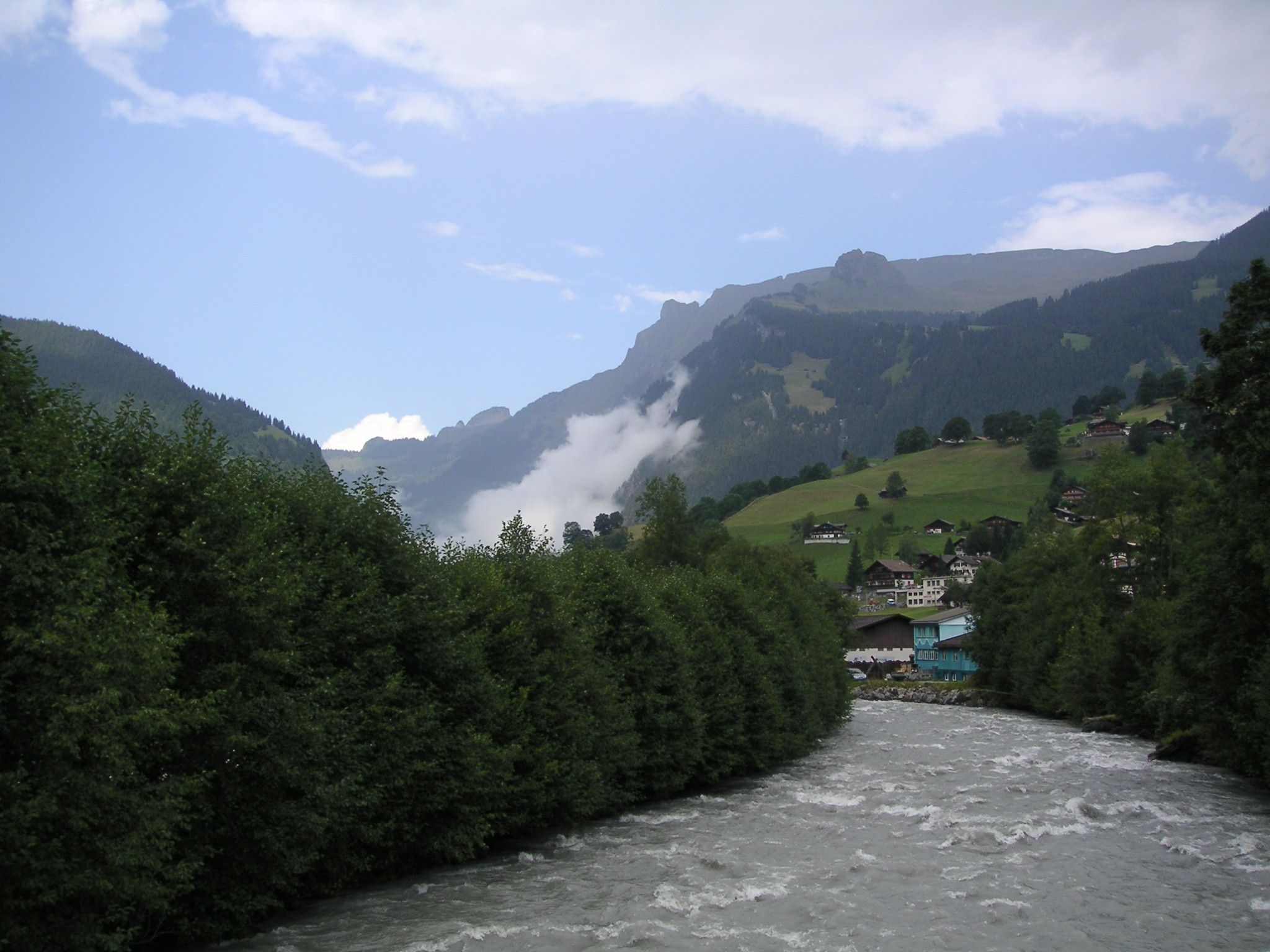

黑呂奇訥河是瑞士的河流，位於該國中西部，流經伯恩州，屬於白呂奇訥河的支流，河道全長20.6公里，流域面積180平方公里，河口處在金德利施萬德。